# Steleopteron
Steleopteron (лат.) — род вымерших равнокрылых стрекоз из семейства Steleopteridae, живших на территории современных Германии и Великобритании в конце юрского и в начале мелового периодов (150,8—130 млн лет назад).

## История изучения

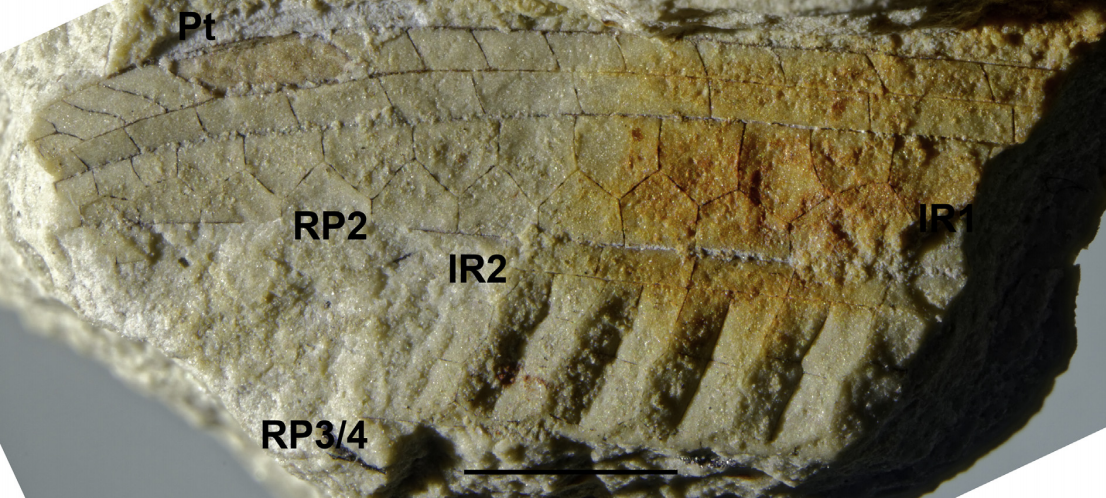
Steleopteron cretacicus

В 1906 году австрийский палеоэнтомолог Антон Хандлирш описал типовой вид Steleopteron deichmuelleri по экзоскелету, найденному в титонских отложениях Зольнхофена, Германия.
В 2018 году Даран Чжэн, А. Нел и Эдмунд А. Яжембовски описали вид из готеривских отложений, который был назван Steleopteron cretacicus. Открытие нового вида показало, что семейство Steleopteridae не вымерло к меловому периоду.

## Описание
Были быстрыми насекомоядными хищниками.

## Систематика
Является типовым родом семейства Steleopteridae.
Род включает в себя следующие виды:
- Steleopteron deichmuelleri Handlirsch, 1906typus
- Steleopteron cretacicus Zheng, Nel & Jarzembowski, 2018